# Mary Isabella Straton

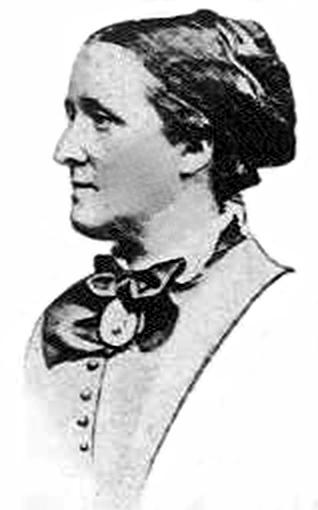
Isabella Straton

Mary Isabella Straton (verheiratet Isabella Charlet-Straton, getauft 20. August 1838 in Bitton, Gloucestershire, England; gestorben 12. April 1918 in La Roche-sur-Foron, Frankreich) war eine britische Bergsteigerin und Kletterin, die als Pionierin des Frauenbergsteigens gilt. Sie eröffnete eine Reihe von Erstbegehungen in den Alpen zusammen mit Emmeline Lewis Lloyd. Straton war der erste Mensch, dem eine Winterbegehung des Mont Blanc im Januar 1876 gelang. Nach ihr wurde der Gipfel Pointe Isabelle südwestlich der Aiguille de Triolet benannt.

## Leben

### Herkunft und Jugend
Isabella Straton wurde im Sommer 1838 in Willsbridge, einem Dorf südöstlich der Stadt Bristol in der Grafschaft Gloucestershire im Südwesten Englands, in eine wohlhabende und gebildete Familie geboren und am 20. August 1838 in Bitton, Gloucestershire, getauft. Ihre Eltern waren Robert und Mary Laetitia Straton. Als sie acht Jahre alt war, zog die Familie nach Kingston upon Hull, und im Alter von 18 zog Straton nach London, um eine bessere Ausbildung zu bekommen. Sie war gemessen an den damaligen Beschränkungen für Frauenbildung außerordentlich gebildet. Nachdem ihre Eltern und Schwestern gestorben waren, erbte sie das Vermögen der Familie, was sie finanziell unabhängig machte und es ihr erlaubte, ihren Neigungen nachzugehen.

### Alpinistische Karriere

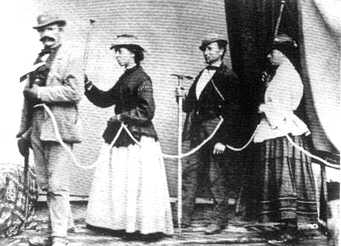
Von links nach rechts: unbekannt, Emmeline Lewis Lloyd, Jean Charlet, Isabella Straton

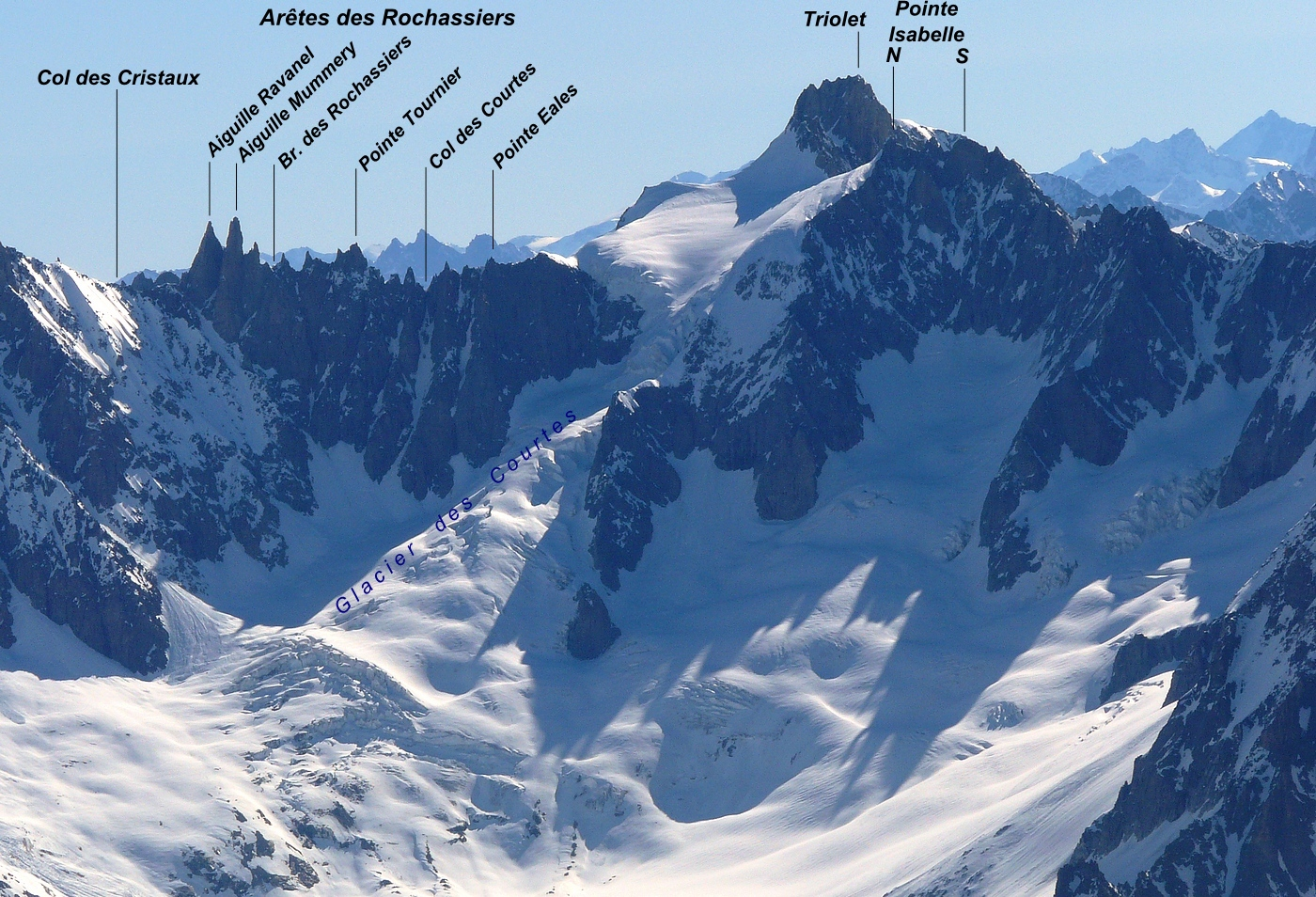
Blick auf die Aiguille de Triolet, rechts oben die Pointe Isabelle

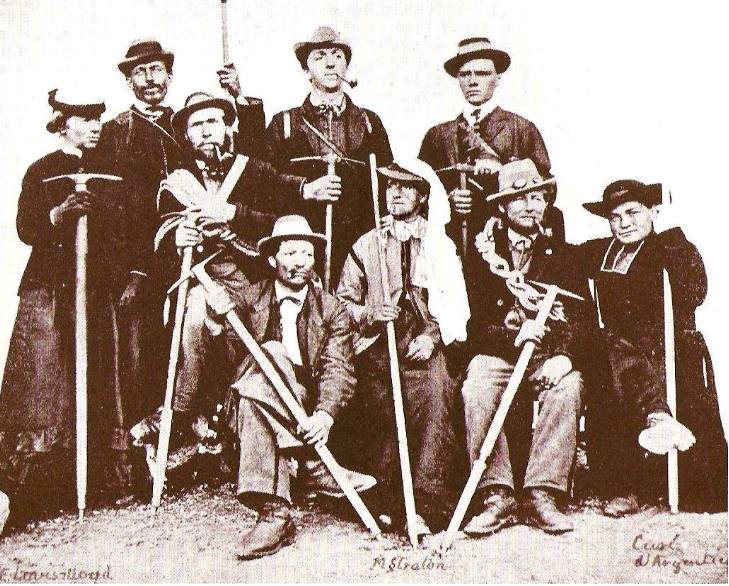
Die Bergsteigerinnen Isabella Straton (Mitte) und Emmeline Lewis Lloyd (links) mit Bergführern, Ende der 1860er Jahre

Durch ihre Freundin Emmeline Lewis Lloyd (1827–1913) kam Straton zum Bergsteigen. Beide unternahmen zwischen 1860 und 1873 ausgedehnte Reisen in die Alpen und die Pyrenäen zum Wandern und Bergsteigen. So waren sie 1869 am Matterhorn und 1870 waren sie die ersten Frauen, die den Monte Viso bestiegen. 1873 gab Emmeline Lewis Lloyd das Bergsteigen auf, sodass sich Straton nach neuen Kletterpartnern umsehen musste. Sie fand einen in Jean-Estéril Charlet, einem französischen Bergführer aus Chamonix, den sie bereits aus früheren Besteigungen kannte, und mit dem ihr zusammen mit Emmeline Lewis Lloyd und einem weiteren Bergführer am 22. September 1871 die Erstbesteigung des Aiguille du Moine (3412 m) in der Mont-Blanc-Gruppe gelungen war.
Die Zusammenarbeit mit Jean Charlet erwies sich als sehr fruchtbar; zusammen bestiegen sie den Nordgipfel der Aiguille du Midi, die Aiguille de Blaitière, die Dents du Midi und den Dom. 1875 gelang ihnen die Erstbesteigung eines Gipfels südwestlich der Aiguille de Triolet, der zu Ehren von Isabella Straton Pointe Isabelle genannt wurde. Die Pointe Isabelle hat zwei Gipfel, die durch einen schmalen Grat miteinander verbunden sind; der nördliche ist mit 3761 m der etwas höhere und auch derjenige, der öfter begangen wird. Straton und Charlet bestiegen 1881 einen Gipfel in den Aiguilles Rouges, den sie Pointe de la Persévérance nannten, um ihre langsam zueinander gewachsene Zuneigung auszudrücken.
Straton bestieg den Mont Blanc insgesamt vier Mal, dazu gehört auch die Winter-Erstbesteigung im Januar 1876 zusammen mit Jean Charlet und Sylvain Couttet. Das war niemandem zuvor gelungen, da Winterbesteigungen noch deutlich anspruchsvoller als Sommerbesteigungen sind. Diese Leistung begründete ihren Ruhm als Bergsteigerin und wurde in vielen Zeitungen und Publikationen hervorgehoben.

### Privatleben
Isabella Straton war vom Bergsteigen fasziniert und übte es bis ins hohe Alter aus. Um den Bergen nahe zu sein, ließ sie sich in Argentière bei Chamonix nieder und führte hier ein bodenständiges Leben. Im November 1876 heiratete sie Jean Charlet; seitdem hießen beide Charlet-Straton. Sie hatten zwei Söhne; beide wurden auch Bergsteiger, die bereits in jungen Jahren Erfolge aufwiesen. Einer erstieg den Mont Blanc im Alter von 13 Jahren, der andere mit 11. Einer ihrer Söhne ist im Ersten Weltkrieg gefallen.
Straton starb 1918 in La-Roche-sur-Foron im Département Haute-Savoie und wurde in Argentière beigesetzt. Ihre Enkelin eröffnete ein Hotel in Chamonix und nannte es zu Ehren ihrer Großmutter Pointe Isabella.

## Pionierin des Frauenalpinismus

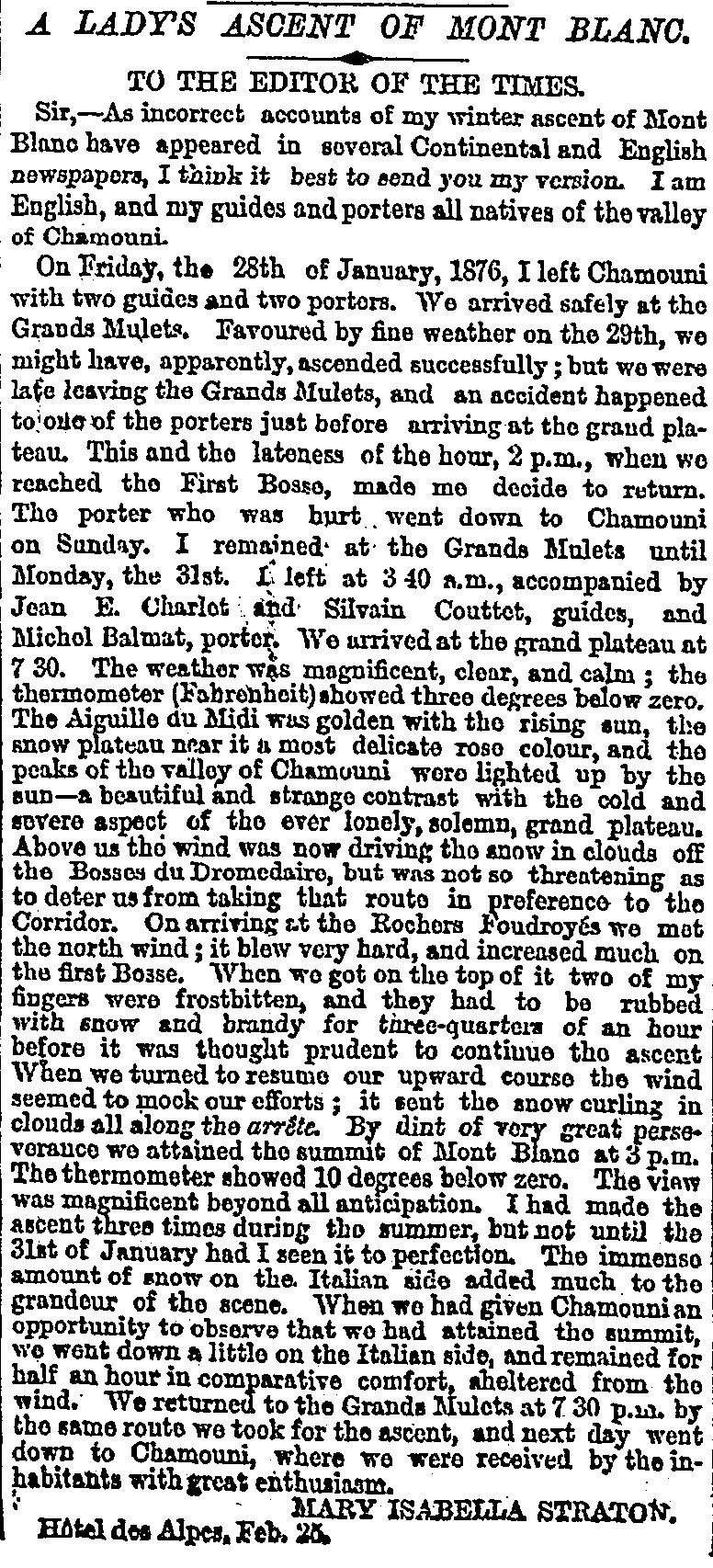
Leserbrief Isabella Stratons an The Times, abgedruckt am 2. März 1876

Bergsteigen wurde im 19. Jahrhundert als männliche Domäne angesehen. Frauen wie Straton zeigten, dass Bergsteigen kein männliches Privileg sein musste. Im Einklang mit dem Zeitgeist waren Frauen willkommen, wenn sie hausfrauliche Qualitäten in den Schutzhütten einbrachten und die Kletterblessuren der Männer versorgten. Selbst bergzusteigen wurde bereits mit großer Skepsis betrachtet. Wenn sie dann auch noch eine Seilschaft führten, war dies eine Provokation, denn sie sollten nicht die männliche Führung in Frage stellen. Genau dies aber tat Straton, indem sie selbstständig Touren plante und durchführte und als Seilerste voranging. Damit hat sie für nachkommende Kletterinnen ein wesentliches Hindernis überwunden. Tendenziöse Zeitungsberichte, welche die letztlich gescheiterten Mitbewerber beim Rennen um die erste Winterbesteigung des Mont Blanc favorisierten, nahm sie ebenfalls nicht schweigend hin: Am 25. Februar 1876 verfasste sie einen Leserbrief an The Times, in dem sie die vorausgehende Berichterstattung aus ihrer Sicht korrigierte. Ihr am 2. März 1876 erstmals abgedruckter Erlebnisbericht wurde in den kommenden Tagen vom Glasgow Herald, Liverpool Mercury und The Guardian (zumindest auszugsweise) nachgedruckt. Auch durch ihre unkonventionelle Art erregte Isabella Straton Aufsehen: Die wohlhabende Erbin heiratete „unstandesgemäß“ ihren Bergführer und gründete mit ihm eine Familie.